# Mistrzostwa Świata FIBT 1978
Mistrzostwa Świata FIBT 1978 odbyły się w dniu 18 lutego 1978 w amerykańskiej miejscowości Lake Placid, gdzie rozegrano konkurencję męskich dwójek i czwórek bobslejowych.

## Dwójki
- Data: 18 lutego 1978

| Miejsce | Państwo    | Zawodnik                       | Czas |
| ------- | ---------- | ------------------------------ | ---- |
| 1       | Szwajcaria | Erich Schärer Joseph Benz      | –    |
| 2       | NRD        | Meinhard Nehmer Raimund Bethge | –    |
| 3       | RFN        | Jakob Resch Walter Barfuss     | –    |

## Czwórki
- Data: 18 lutego 1978

| Miejsce | Państwo    | Zawodnik                                                                  | Czas |
| ------- | ---------- | ------------------------------------------------------------------------- | ---- |
| 1       | NRD        | Horst Schönau Horst Bernhardt Harald Seifert Bogdan Musiol                | –    |
| 2       | Szwajcaria | Erich Schärer Ulrich Bächli Rudolf Marti Joseph Benz                      | –    |
| 3       | NRD        | Meinhard Nehmer Bernhard Germeshausen Hans-Jürgen Gerhardt Raimund Bethge | –    |

## Tabela medalowa
| Miejsce | Państwo    |   |   |   | Razem |
| ------- | ---------- | - | - | - | ----- |
| 1.      | NRD        | 1 | 1 | 1 | 3     |
| 2.      | Szwajcaria | 1 | 0 | 1 | 2     |
| 3.      | RFN        | 0 | 0 | 1 | 1     |